# Södra Kalven
Södra Kalven är en sjö i Karlskrona kommun i Blekinge och ingår i Nättrabyåns huvudavrinningsområde. Sjön har en area på 0,116 kvadratkilometer och ligger 105,2 meter över havet.

## Delavrinningsområde
Södra Kalven ingår i det delavrinningsområde (625891-148115) som SMHI kallar för Inloppet i Nätterhövden. Medelhöjden är 110 meter över havet och ytan är 5,81 kvadratkilometer. Räknas de 4 avrinningsområdena uppströms in blir den ackumulerade arean 37,61 kvadratkilometer. Vattendraget som avvattnar avrinningsområdet har biflödesordning 2, vilket innebär att vattnet flödar genom totalt 2 vattendrag innan det når havet efter 43 kilometer. Avrinningsområdet består mestadels av skog (62 %) och öppen mark (19 %). Avrinningsområdet har 0,57 kvadratkilometer vattenytor vilket ger det en sjöprocent på 9,7 %.